# Karl von Jan
Karl von Jan (* 22. Mai 1836 in Schweinfurt; † 3. September 1899 in Adelboden) war ein deutscher klassischer Philologe und Musikwissenschaftler.

## Leben
Karl von Jan, der älteste Sohn des Klassischen Philologen und Gymnasialdirektors Ludwig von Jan (1807–1869), wandte sich schon während seiner Studienzeit dem Spezialgebiet der antiken Musik zu. Während seines Studiums wurde er im Wintersemester 1853/54 Mitglied der christlichen Studentenverbindung Uttenruthia Erlangen . Seine Promotion erreichte er 1859 an der Berliner Universität mit der Dissertation De fidibus graecorum („Über die Saiteninstrumente der Griechen“). Seine erste Lehrerstelle erhielt Jan auf dem Gymnasium zum Grauen Kloster, dessen Rektor Johann Friedrich Bellermann sich ebenfalls mit der altgriechischen Musik beschäftigte. In der kurzen Zeit ihrer Zusammenarbeit empfing Jan zahlreiche Anregungen von Bellermann. 1862 wechselte er an das Gymnasium in Landsberg an der Warthe, wo er neben den Alten Sprachen auch den Gesangsunterricht und das Schulorchester übernahm und Konzerte zur Aufführung brachte, mit denen er die neue Orgel der Schule finanzierte. Wegen Unstimmigkeiten mit der Landsberger Stadtverwaltung siedelte Jan 1875 nach Saargemünd um, wo er ebenfalls den Schulchor dirigierte. 1883 wurde er als Gymnasialprofessor an das Lyceum zu Straßburg berufen.

## Leistungen
Karl von Jan war einer der bedeutendsten Forscher auf dem Gebiet der antiken griechischen Musik. Er gehörte einer Generation von Forschern an, die die noch junge Musikwissenschaft vom bloßen Ästhetisieren „zu einer wirklichen, nach anderen Disciplinen gleichstehenden Wissenschaft“ erhoben. In seinen Schriften beschäftigte er sich mit der Funktion und Spielweise der antiken Saiten- und Blasinstrumente. Er fand beispielsweise heraus, dass der Klang eines Aulos nicht, wie die landläufige Übersetzung suggeriert, dem einer Flöte gleicht, sondern eher einer Klarinette.
Die neuen Papyrusfunde in den 90er Jahren des 19. Jahrhunderts verfolgte Jan mit großen Interesse. Er beteiligte sich rege an der kritischen Herausgabe und Ordnung der Fragmente. Seine große Ausgabe Musici scriptores Graeci (Leipzig 1895) sammelte die Fragmente mit textkritischen Anmerkungen, ohne Bearbeitungsversuche für moderne Aufführungen zu unternehmen. Jan gab darin auch Beispiele zur Umsetzung in moderne Notenschrift, die er 1899 in einer Neubearbeitung veröffentlichte. Das Werk, begleitet von zahlreichen Vorstudien, wurde noch 1962 und 1995 unverändert nachgedruckt und gilt als Jans wichtigste Veröffentlichung, da es die längst veralteten Antiquae musicae auctores septem von Marcus Meibom (1652) ersetzte.
Jan mischte sich auch in die Forschungsdebatte über die Harmonik der Kithara-Musik ein und trat gegen den vorherrschenden Experten auf diesem Gebiet auf, Rudolf Westphal. Westphals Spekulationen über mögliche harmonische Gesetze wies Jan größtenteils zurück und vertrat die Meinung, man solle sich auf das sicher Erkennbare an der antiken Harmonielehre beschränken. Nach seinem Tod wurden die Positionen beider Forscher aufgegeben.
Neben der antiken Musik beschäftigte sich Jan auch mit der des Mittelalters und der Frühen Neuzeit, besonders mit Jean-Jacques Rousseau und Heinrich Schütz.
Er erhielt den Roten Adlerorden, 4. Klasse.